# Joaquim Martins Ferreira
Joaquim Martins Ferreira (ur. ?, zm. ?) – brazylijski piłkarz grający na pozycji bramkarza.

## Kariera klubowa
Joaquim Martins Ferreira występował w Américe Rio de Janeiro. Z Amériką zdobył mistrzostwo stanu Rio de Janeiro – Campeonato Carioca w 1916.

## Kariera reprezentacyjna
W oficjalnej reprezentacji Brazylii Joaquim Martins Ferreira zadebiutował 7 stycznia 1917 w zremisowanym 0-0 meczu z urugwajskim klubem Dublin Montevideo. Był to jego jedyny występ w reprezentacji.